# Расово
Расово је приградско насеље у општини Бијело Поље у Црној Гори. Према попису из 2003. било је 609 становника (према попису из 1991. било је 833 становника). Припада истоименој МЗ Расово која представља највећу мјесну заједницу по броју становника у Бијелом Пољу.
По народном предању назив Расово потиче од средњовјековне српске пријестонице Рас. Овом насељу припада и насеље Ресник. Насеље је између два свјетска рата имало и своју истоимену Општину. Познато је по догађају "Расовска буна" из 1903. године.

## Демографија
У насељу Расово живи 455 пунолетних становника, а просечна старост становништва износи 35,7 година (35,6 код мушкараца и 35,9 код жена). У насељу има 160 домаћинстава, а просечан број чланова по домаћинству је 3,81.
Становништво у овом насељу веома је хетерогено.
|  |

| Демографија | Демографија | Демографија |
| Година      | Становника  | Становника  |
| ----------- | ----------- | ----------- |
|             |             |             |
|             |             |             |
|             |             |             |
|             |             |             |
| 1948.       | 353         |             |
| 1953.       | 384         |             |
| 1961.       | 428         |             |
| 1971.       | 608         |             |
| 1981.       | 694         |             |
| 1991.       | 833         | 804         |
| 2003.       | 877         | 609         |
|             |             |             |

| Етнички састав према попису из 2003.‍ | Етнички састав према попису из 2003.‍ | Етнички састав према попису из 2003.‍ | Етнички састав према попису из 2003.‍ | Етнички састав према попису из 2003.‍ |
| ------------------------------------ | ------------------------------------ | ------------------------------------ | ------------------------------------ | ------------------------------------ |
|                                      |                                      |                                      |                                      |                                      |
| Муслимани                            | Муслимани                            |                                      | 268                                  | 44,00%                               |
| Срби                                 | Срби                                 |                                      | 149                                  | 24,46%                               |
| Бошњаци                              | Бошњаци                              |                                      | 145                                  | 23,80%                               |
| Црногорци                            | Црногорци                            |                                      | 47                                   | 7,71%                                |
| непознато                            | непознато                            |                                      | 0                                    | 0,0%                                 |

| Година пописа     | 1948. | 1953. | 1961. | 1971. | 1981. | 1991. | 2003. |
| ----------------- | ----- | ----- | ----- | ----- | ----- | ----- | ----- |
| Број домаћинстава | 75    | 80    | 99    | 120   | 124   | 183   | 199   |

| Број чланова      | 1   | 2  | 3  | 4  | 5  | 6  | 7  | 8 | 9 | 10 и више | Просек |
| ----------------- | --- | -- | -- | -- | -- | -- | -- | - | - | --------- | ------ |
| Број домаћинстава | 160 | 20 | 31 | 19 | 28 | 25 | 28 | 7 | 2 | 0         | 0      |

| Пол    | Укупно | Неожењен/Неудата | Ожењен/Удата | Удовац/Удовица | Разведен/Разведена | Непознато |
| ------ | ------ | ---------------- | ------------ | -------------- | ------------------ | --------- |
| Мушки  | 251    | 96               | 144          | 9              | 2                  | 0         |
| Женски | 236    | 59               | 148          | 24             | 5                  | 0         |
| УКУПНО | 487    | 155              | 292          | 33             | 7                  | 0         |

| Пол    | Укупно                    | Пољопривреда, лов и шумарство | Рибарство                            | Вађење руде и камена | Прерађивачка индустрија       |
| ------ | ------------------------- | ----------------------------- | ------------------------------------ | -------------------- | ----------------------------- |
| Мушки  | 81                        | 14                            | 0                                    | 0                    | 16                            |
| Женски | 27                        | 2                             | 0                                    | 0                    | 8                             |
| УКУПНО | 108                       | 16                            | 0                                    | 0                    | 24                            |
| Пол    | Производња и снабдевање   | Грађевинарство                | Трговина                             | Хотели и ресторани   | Саобраћај, складиштење и везе |
| Мушки  | 1                         | 3                             | 12                                   | 2                    | 8                             |
| Женски | 0                         | 0                             | 6                                    | 1                    | 1                             |
| УКУПНО | 1                         | 3                             | 18                                   | 3                    | 9                             |
| Пол    | Финансијско посредовање   | Некретнине                    | Државна управа и одбрана             | Образовање           | Здравствени и социјални рад   |
| Мушки  | 0                         | 1                             | 10                                   | 6                    | 0                             |
| Женски | 0                         | 0                             | 0                                    | 4                    | 3                             |
| УКУПНО | 0                         | 1                             | 10                                   | 10                   | 3                             |
| Пол    | Остале услужне активности | Приватна домаћинства          | Екстериторијалне организације и тела | Непознато            | Непознато                     |
| Мушки  | 6                         | 0                             | 0                                    | 2                    | 2                             |
| Женски | 1                         | 0                             | 0                                    | 1                    | 1                             |
| УКУПНО | 7                         | 0                             | 0                                    | 3                    | 3                             |

## Знамените личности
- Миле Кордић, српски књижевник
- Цветко Рудић, учесник НОБ-а и официр ЈНА
- Перо Перовић, најстарији Црногорац